# 2013年12月金夏沙攻擊
2013年12月金夏沙攻擊是發生於2013年12月30日的一起攻擊事件。當地宗教領袖保羅·喬斯福·穆昆比拉的支持者對剛果民主共和國首都金夏沙發動攻擊，目標包括了電視台、機場以及軍營。根據當局說法，有54名支持者於戰鬥中死亡，另外在盧本巴希和科盧韋齊也爆發了衝突，共有47名支持者喪生，總計逮捕人數約百人。